# Günter Wollstein
Günter Wollstein (* 28. Oktober 1939 in Landsberg/Warthe) ist ein deutscher Historiker.
Günter Wollstein studierte Geschichte, Politik und Latein an den Universitäten Marburg und der FU Berlin. Er promovierte 1972 in Marburg über das Thema Vom Weimarer Revisionismus zu Hitler. Das Deutsche Reich und die Großmächte in der Anfangsphase der nationalsozialistischen Herrschaft in Deutschland und legte 1976 seine Habilitationsschrift (begleitet von Andreas Hillgruber) mit dem Thema Das „Großdeutschland“ der Paulskirche. Nationale Ziele der bürgerlichen Revolution 1848/49 vor. Wollstein lehrte von 1972 bis zu seiner Emeritierung 2004 als Professor an der Universität zu Köln. Später lehrte er als Gastprofessor an der Karlsuniversität Prag. Seine Forschungsschwerpunkte sind die Deutsche Revolution 1848/1849 und die Außenpolitik im Übergang von der Weimarer Republik zum Dritten Reich.

## Schriften (Auswahl)
Monografien
- Vom Weimarer Revisionismus zu Hitler. Das Deutsche Reich und die Grossmächte in der Anfangsphase der nationalsozialistischen Herrschaft in Deutschland (= Argo. Bd. 2). Verlag Wissenschaftliches Archiv, Bonn 1973.
- Das „Grossdeutschland“ der Paulskirche. Nationale Ziele in der bürgerlichen Revolution 1848–49. Droste, Düsseldorf 1977, ISBN 3-7700-0474-4.
- Deutsche Geschichte 1848–49. Gescheiterte Revolution in Mitteleuropa. Kohlhammer, Stuttgart u. a. 1986, ISBN 3-17-009213-8.
- Theobald von Bethmann Hollweg. Letzter Erbe Bismarcks, erstes Opfer der Dolchstoßlegende (= Persönlichkeit und Geschichte. Bd. 146/147). Muster-Schmidt, Göttingen u. a. 1995, ISBN 3-7881-0145-8.
- Ein deutsches Jahrhundert 1848–1945. Hoffnung und Hybris. Aufsätze und Vorträge (= Historische Mitteilungen, Beiheft. Bd. 78). Steiner, Stuttgart 2010, ISBN 978-3-515-09622-5 (Rezension).

Herausgeberschaften
- Quellen zur deutschen Innenpolitik, 1933–1939 (= Ausgewählte Quellen zur deutschen Geschichte der Neuzeit. Bd. 33). Wissenschaftliche Buchgesellschaft, Darmstadt 2001, ISBN 3-534-08572-8.
- Das „Dritte Reich“, 1933–1945 (= Quellen zum politischen Denken der Deutschen im 19. und 20. Jahrhundert. Bd. 9). Wissenschaftliche Buchgesellschaft, Darmstadt 2013, ISBN 3-534-04842-3.